# Clubul Sportiv Universitar Târgu Mureș 2014-2015
Questa voce raccoglie le informazioni riguardanti il Clubul Sportiv Universitar Târgu Mureș nelle competizioni ufficiali della stagione 2014-2015.

## Organigramma societario
Area direttiva
- Presidente: Mihai Poruţiu

Area tecnica
- Allenatore: Bogdan Paul

## Rosa
| N° | Nome                | Ruolo | Data di nascita   | Nazionalità sportiva |
| -- | ------------------- | ----- | ----------------- | -------------------- |
| 1  | Florentina Ivanciu  | S/O   | 1º dicembre 1993  | Romania              |
| 3  | Daniela Lupescu     | S     | 5 maggio 1986     | Romania              |
| 4  | Ioana Cauc          | S     | 6 gennaio 1988    | Romania              |
| 5  | Andreea Petra       | C     | 1º agosto 1993    | Romania              |
| 6  | Sonia Teianu        | S/O   | 8 ottobre 1996    | Romania              |
| 7  | Roxana Iancu        | C     | 14 agosto 1993    | Romania              |
| 9  | Ioana Vasinca       | C     | 22 giugno 1985    | Romania              |
| 10 | Carmen Mateaş       | C     | 28 settembre 1991 | Romania              |
| 11 | Alexandra Pintea    | P     | 15 aprile 1990    | Romania              |
| 12 | Iuliia Popova       | P     | 15 aprile 1983    | Ucraina              |
| 13 | Nayara Felix        | S     | 23 maggio 1991    | Brasile              |
| 15 | Andreea Ispas       | L     | 5 marzo 1990      | Romania              |
| 16 | Roxana Pintea       | L     | 24 aprile 1995    | Romania              |
| 18 | Loredana Dobriceanu | S     | 24 luglio 1997    | Romania              |